# Poesia che mi guardi
Poesia che mi guardi è un film documentario del 2009 diretto da Marina Spada.
La pellicola venne presentata in anteprima alla 66ª Mostra del Cinema di Venezia 2009 (sezione Giornate degli Autori) quindi uscì nelle sale il 20 novembre 2009.

## Trama
La storia drammatica di Antonia Pozzi, poetessa nata a Milano nel 1912 e morta suicida nel 1938, raccontata attraverso l'incontro tra la protagonista, Maria, e il Gruppo H5N1, un trio di ragazzi che, di notte, fa poesia di strada diffondendo i propri versi sui muri della città.
Iniziando il racconto dalla figura di Antonia Pozzi, una poetessa in parte dimenticata del Novecento Italiano, suicidatasi a soli 26 anni, Poesia che mi guardi analizza il ruolo dell'artista e, in particolare, del poeta all'interno della società di allora e di oggi, tracciando paralleli tra l'isolamento culturale di cui era stata vittima la Pozzi e l'efficacia comunicativa ribelle e pandemica degli H5N1, interpretati nel film da tre giovani attori milanesi.

## Produzione

### Riprese
Il film è stato girato tra Milano, Pavia, Pasturo e Chiaravalle.
- Milano: Biblioteca Braidense, Porta Genova, Liceo Classico "Manzoni", Porto di Mare, centro storico.
- Pavia: Basilica di San Michele Maggiore, Aula "Camillo Golgi" della Fondazione IRCCS Policlinico "San Matteo", vicolo San Marcello, piazzetta Vincenzo Azzani.
- Pasturo: centro storico, tomba di Antonia Pozzi.
- Chiaravalle: abbazia di Chiaravalle.

## Colonna sonora
Ha firmato la colonna sonora del film il musicista Tommaso Leddi, già componente degli Stormy Six, un gruppo musicale italiano di rock progressivo costituitosi a Milano nel 1966 e scioltosi nel 1983.

## Riferimenti
Il titolo del film deriva da un verso di Antonia Pozzi tratto da Preghiera alla poesia. Il titolo del precedente film della regista Marina Spada (Come l'Ombra, 2006) derivava invece da un verso della poetessa russa Anna Achmatova.